# 佐世保検定
佐世保検定（させぼけんてい）とは、佐世保青年会議所が主催するご当地検定。一般向けと中学生以下を対象にした「佐世保こども検定」からなる。2005年11月に初試験が行われた長崎県初のご当地検定である。

## 検定目的
佐世保市に関する郷土の知識を深め、次代に伝えることのできる人材を育成し、観光やまちづくりに生かす。

## 受験資格
なし。ただし、こども検定は中学生以下を対象としている。

## 試験ランク
なし。第１回検定では合格者に「佐世保案内人」の称号が与えられた。第2回検定では「佐世保の匠」、こども検定では「佐世保博士」の称号を与える。

## 受験料(税込)
900円

## 合格点
- 第1回検定＝90点以上で「佐世保案内人」
- 第2回検定＝100点「佐世保の匠・プラチナ」90点以上「同・ゴールド」80点以上「同・シルバー」60点以上「同・ブロンズ」。こども検定は「佐世保の匠」が「佐世保博士」に置き換わる。

## 合格者の特典
合格者には、認定カードが贈られる。

## 歴代試験
- 第1回試験　2005年11月23日　佐世保市ハウステンボス町、長崎国際大学
- 第2回試験　2006年9月3日　佐世保市ハウステンボス町、長崎国際大学
- 第3回試験　2007年11月11日　佐世保市ハウステンボス町、長崎国際大学
- 第4回試験　2008年11月2日
- 第5回試験　2009年11月8日　佐世保市ハウステンボス町、長崎国際大学

## 出題形式
四肢択一記述式

## 出題数
100問

## 試験内容
歴史、暮らし、観光、食文化、軍港、自然、地理などの分野から出題。